# Bratrušov
Bratrušov település Csehországban, Šumperki járásban. Bratrušov Bohdíkov, Šumperk, Kopřivná és Rejchartice településekkel határos. Lakosainak száma 630 fő (2024. január 1.).

## Népesség
A település lakosságának változását az alábbi diagram mutatja:
| Lakosok száma | 1140 | 1207 | 1012 | 641  | 579  | 577  | 621  | 624  | 630  | 630  |
|               | 1869 | 1890 | 1921 | 1950 | 1980 | 2001 | 2017 | 2019 | 2022 | 2024 |